# Австралійська зміїношийна черепаха
Австралійська зміїношийна черепаха (Chelodina) — рід черепах з родини змієшиї черепахи підряду бокошиї черепахи. Має 14 сучасних видів.

## Опис
Загальна довжина представників цього роду коливається від 20 до 50 см. Мають дуже довгу шию. Разом з головою шия по довжині дорівнює всьому тулубу. Сильно плескатий овальний панцир забарвлено у бурий, коричневий, чорний колір, на фоні темного забарвлення голови яскраво виділяється золотаво-жовта радужина очей. Лапи наділені плавальною перетинкою.

## Розмноження
Статеве дозрівання: самець — у 7 років, самиця — в 10–11 років.
Шлюбний період: весна.
Несіння: весна-початок літа.
Кількість яєць: 6–24.
Інкубаційний період: 130—170 днів.

## Спосіб життя
Мешкають у річках та озерах. Весь час проводять у воді. Активні вдень. Харчуються дрібною рибою та водними безхребетними.
Самиці відкладають до 20 яєць.
Місцеві жителі вживають м'ясо та яйця цих черепах.

## Розповсюдження
Мешкають в Австралії, на о.Нова Гвінея та Малих Зондських островах.

## Види
Рід містить 17 видів:
Підрід: Chelodina Fitzinger, 1826
- Chelodina (C.) canni McCord & Thomson, 2002
- Chelodina (C.) longicollis (Shaw, 1794)
- Chelodina (C.) mccordi Rhodin, 1994
- †Chelodina (C.) murrayi Yates, 2013[2]
- Chelodina (C.) novaeguineae Boulenger, 1888
- Chelodina (C.) reimanni Philippen and Grossmann, 1990
- Chelodina (C.) pritchardi Rhodin, 1994
- Chelodina (C.) steindachneri Siebenrock, 1914

Підрід: Macrochelodina Wells & Wellington, 1985
- †Chelodina (M.) alanrixi de Broin and Molnar, 2001[4]
- †Chelodina (M.) insculpta de Vis, 1897[5]
- Chelodina (M.) burrungandjii Thomson, Kennett & Georges, 2000[6]
- Chelodina (M.) expansa Gray, 1857
- Chelodina (M.) kuchlingi Cann, 1997[7]
- Chelodina (M.) parkeri Rhodin and Mittermeier, 1976
- Chelodina (M.) oblonga Gray, 1841[8]
- Chelodina (M.) walloyarrina McCord and Joseph-Ouni 2007b:59[9]

Підрід: Macrodiremys McCord & Joseph-Uoni 2007
- Chelodina (M.) colliei Gray, 1856[11]